# فلادسلاف أنتونوف
فلادسلاف أنتونوف (بالروسية: Антонов, Владислав Юрьевич)‏ (مواليد 5 ديسمبر 1966) هو ملاكم روسي، مثّل بلاده في الألعاب الأولمبية الصيفية 1992.

## روابط خارجية
فلادسلاف أنتونوف على موقع بوكس ريك (الإنجليزية) (registration required)
- فلادسلاف أنتونوف على موقع أوليمبيديا (الإنجليزية)